# کریگ الوود
کریگ الوود (به انگلیسی: Craig Ellwood) متولد ۱۹۲۱-۱۹۹۲ تگزاس، معمار مدرنیست آمریکایی بود.
او پیرو سبک معماری میز وندر روهه بود.